# Police Academy 4: Citizens on Patrol
Police Academy 4: Citizens on Patrol (Brasil: Loucademia de Polícia IV - O Cidadão Se Defende / Portugal: Academia de Polícia 4 - A Patrulha do Cidadão) é um filme estadunidense de 1987, do gênero comédia, dirigido por Jim Drake e distribuido pela Warner Bros. Pictures.

## Sinopse
Um novo grupo de recrutas chega à Academia de Polícia e desta vez eles são voluntários civis que aderiram ao programa "O Cidadão se Defende", criado pelo Comandante Lassard (George Gaynes). Mas apesar de ter apoio governamental, o Capitão Harris (G. W. Bailey) está determinado a ver o plano fracassar, pois crê que os policiais podem perder seus empregos depois de algum tempo.

## Elenco
- Steve Guttenberg .... Sargento Carey Mahoney
- Bubba Smith .... Sargento Moses Hightower
- Michael Winslow .... Sargento Larvell Jones
- David Graf .... Sargento Tackleberry
- Tim Kazurinsky .... Oficial Sweetchuck
- Sharon Stone .... Claire Mattson
- Leslie Easterbrook .... Tenente Debbie Callahan
- Marion Ramsey .... Sargento Laverne Hooks
- Lance Kinsey .... Tenente Proctor
- G.W. Bailey .... Capitão Thadeus Harris
- Bob Goldthwait .... Oficial Zed
- George Gaynes .... Comandante Eric Lassard
- David McGrath .... Butterworth
- Scott Thompson .... Sargento Chad Copeland
- Billie Bird .... Sra. Lois Feldman
- George R. Robertson .... Comissário Henry Hurst
- Brian Tochi .... Oficial Tomoko Nogata
- Brian Backer .... Arnie
- David Spade .... Kyle Ault
- Tab Thacker .... Tommy House Conklin
- Corinne Bohrer .... Laura
- Randall Tex Cobb .... Zack
- Michael McMannus .... Todd
- Colleen Camp .... Tenente Khatleen Kirkland-Tackleberry
- Andrew Paris .... Bud Kirkland
- Tony Hawk .... Skateboarder

## Recepção
No site agregador de críticas Rotten Tomatoes, 0% das 30 resenhas dos críticos são positivas. O consenso diz: "Totalmente, completamente, completamente e surpreendentemente sem graça (...) uma franquia uma vez inócua despencando para novas profundezas agonizantes".